# Jim Hutton
Jim Hutton (Nova York, 31 de maig de 1934 – Los Angeles, 2 de juny de 1979) va ser un actor estatunidenc de cinema i televisió.

## Biografia
El seu nom complet era Dana James Hutton, i va néixer a Binghamton (Nova York).
Mentre Hutton actuava en el teatre a Alemanya servint per a l'exèrcit dels Estats Units, va ser descobert pel director Douglas Sirk. Una de les seves primeres actuacions per a la pantalla va tenir lloc en un episodi de Dimensió desconeguda (1959), en el qual també participava Rod Taylor. A Hollywood, es va fer popular entre el públic juvenil pel seu paper en el film Where the Boys Are (1960), en què actuava al costat de Paula Prentiss, actriu amb la qual va treballar en diverses de les seves primeres pel·lícules, en part a causa de l'elevada alçada de tots dos. Així, va actuar també amb ella en The Honeymoon Machine (1961), Bachelor in Paradise (1961, amb Bob Hope i Lana Turner), i The Horizontal Lieutenant (1962). El 1966, Hutton va aconseguir més fama gràcies al seu treball en Walk, Don't Run, amb Samantha Eggar i Cary Grant en la seva última pel·lícula. A causa de la seva alçada i al seu aspecte desmanegat, a Hutton, se'l va arribar a veure com un possible successor de James Stewart.
A més de ser un dotat actor de comèdia, Hutton també va fer papers dramàtics, com el western dirigit per Sam Peckinpah el 1965 Major Dundee. El 1968, Hutton va actuar en el film bèl·lic dirigit i interpretat per John Wayne Els boines verdes. Aquell mateix any, va tornar a treballar amb John Wayne en Hellfighters, encarnant Greg Parker. Un altre títol destacat de la seva carrera va ser el western The Hallelujah Trail (1965).
A principis de la dècada de 1970, Hutton va començar a treballar gairebé exclusivament per a la televisió, i va interpretar el paper d'Ellery Queen en el telefilm de 1975 que va donar origen a la sèrie emesa entre 1975 i 1976 Ellery Queen. Hutton treballava en la sèrie amb David Wayne, que interpretava el seu pare.
El 2 de juny de 1979, Jim Hutton es va morir a Los Angeles, Califòrnia, a causa d'un hepatocarcinoma, l'endemà passat de complir els 45 anys. Va ser enterrat en el cementiri Westwood Village Memorial Park de Los Angeles. El seu fill, l'actor Timothy Hutton, va dedicar el seu Oscar al millor actor secundari rebut el 1980 a la memòria del seu pare.

## Filmografia
Filmografia:
- 1958: A time to Love and a Time to Die: Hirschland
- 1959: And When the Sky Was Opened (The Twilight Zona) (TV) Episodi 11: Major William Gart
- 1960: The Subterraneans: Adam Moorad
- 1960: Where the Boys Are: (TV) Thompson
- 1961: The Honeymoon Machine: Jason Eldridge
- 1961: Bachelor in Paradise: Larry Delavane
- 1962: The Horizontal Lieutenant de Richard Thorpe: Merle Wye
- 1962: You're Only Young Once (TV): Casey McDermott
- 1962: Period of Adjustment de George Roy Hill: George Haverstick
- 1963: Sunday in New York de Peter Tewksbury: Home dels vaixells
- 1964: Looking for Love: Paul Davis
- 1965: Major Dundee: Tinent Graham
- 1965: La Batalla dels turons del whisky (The Hallelujah Trail): Capità Paul Slater
- 1965: Never Too Late: Charlie Clinton
- 1965: Everything's Relative (sèrie TV): Host (1965)
- 1966: The Trouble with Angels d'Ida Lupino: Mr. Petrie
- 1966: Walk Don't Run: Steve Davis
- 1967: Who's Minding the Mint?: Harry Lucas
- 1968: The Green Berets: Sergent Petersen
- 1968: Hellfighters: Greg Parker
- 1971: The Deadly Hunt (TV): Cliff Cope
- 1971: The Reluctant Heroes (TV): Cpl. Bill Lukens
- 1971: They Call It Murder (TV): Doug Selby, D. A.
- 1972: Call Her Mom (TV): Jonathan Calder
- 1972: Call Holme (TV): Lt. Frank Hayward
- 1972: Wednesday Night Out (TV)
- 1972: Captain Newman, M. D. (TV): Capità Newman
- 1973: Don't Be Afraid of the Dark (TV): Alex Farnham
- 1974: Nightmare at 43 Hillcrest: Greg Leyden
- 1974: The Underground Man (TV): Stanley Broadhurst
- 1975: Ellery Queen (TV): Ellery Queen
- 1975: Psychic Killer: Arnold Masters
- 1978: The Sky Trap (TV)
- 1978: Flying High: Paul Mitchell
- 1979: Butterflies (TV): Leonard Dean